# Lil Suzy
Suzanne Casale Melone, mais conhecida por Lil Suzy (Nova York, 1 de março de 1979), é uma cantora e compositora que foi muito influente no freestyle, no início dos anos 1990.
Atingiu a parada Hot 100 da Billboard com as canções "Take Me in Your Arms" (#67), "Promise Me" (#62), "Can't Get You Out of My Mind" (#79) e "I Still Love You" (#94).

## História
Filha de mãe porto riquenha e de pai italiano (Bunny Casale e Tony Casale), Lil Suzy começou sua carreira aos 3 anos de idade. Aos 6 anos de idade o pai conseguiu que ela cantasse no clube onde ele trabalhava. Em seguida foi descoberta por um agente enquanto estava cantando em Manhattan Beach, fazendo covers de cantoras como Tina Turner, Cyndi Lauper e Madonna. Então, começou a fazer aberturas de shows para Thelma Houston e Village People.

## Carreira musical

### 1987–1994: início de carreira e "Take Me in Your Arms"
Aos 8 anos, conseguiu seu primeiro contrato com uma gravadora, a Fever Records, e em 1988 lançou o seu primeiro single, "Randy".
Aos 12 anos, entrou para a gravadora Warlock Records, e com Tony Garcia como produtor, lançou em 1991 seu primeiro álbum de estúdio chamado "Love Can't Wait". O primeiro single lançado, "Take Me in Your Arms", se tornaria sua canção mais popular. Desse álbum ainda veio mais um single, "Falling in Love", lançado em 1992.
No início de 1994, chega seu segundo álbum chamado "Back to Dance", que também conta com o produtor Tony Garcia. O único single, "Turn the Beat Around", lançado no fim de 1993, não alcançou sucesso, fazendo do álbum um fracasso. Devido ao pouco sucesso do álbum, Lil Suzy deixou sua gravadora e acabou tornando-se presidente de sua própria gravadora, a Empress Records.

### 1995–1997: "Life Goes On" e lançamentos posteriores
Em abril de 1995, Lil lança seu terceiro álbum, "Life Goes On". Esse álbum é significante por mostrar o seu novo estilo musical, agora voltado mais para o eurodance. Contem 4 singles, sendo que o primeiro lançado, "Promise Me", tornou-se o seu single de maior sucesso na Billboard Hot 100, alcançando a 62ª posição.
Em 1997, lançou seu quarto álbum de estúdio e o último a conter novas músicas, "Paradise", com 4 singles, sendo "Can't Get You Out of My Mind" o mais popular. Também contem a participação da cantora Crystal Waters, na faixa "Love Letter Lost". Esse álbum contem um cover do grupo Netzwerk, "Memories".

### 1999 – presente: álbuns de compilação, singles e performances
Em 1999, lançou o álbum "The MegaMix", uma compilação de antigos sucessos e também novas versões remixes.
No dia 2 de outubro de 2000 ela abriu um salão de beleza em Staten Island.
Em 2002, lançou "The Greatest Hits", uma compilação de seus maiores sucessos regravados. No mesmo ano, junto com o grupo Collage, lançou o single "Don't You Want Me", exclusivamente para a Alemanha. O single é um cover de The Human League.
Em 2009, lançou uma nova música chamada "Dance Tonight", disponível exclusivamente para download no iTunes.

## Discografia
Álbuns de Estúdio
- 1991: Love Can't Wait
- 1994: Back to Dance
- 1995: Life Goes On
- 1997: Paradise